# Filip Karađorđević
Filip Karađorđević (srbsko cirilsko Филип Карађорђевић), neuradno znan tudi kot Princ Filip Karađorđević, srbski poslovnež in plemič, * 15. januar 1982, Fairfax, Virginija, ZDA, 
Je vnuk zadnjega kralja Jugoslavije Petra II in drugi v vrsti za propadla prestola Srbije ter Jugoslavije.
Rodil se je v ZDA, mladost pa je preživel v Združenem kraljestvu. Leta 2020 se je preselil v Srbijo in se bolj aktivno vključil v javno življenje, zaradi česar večkrat potuje po Srbiji in obišče Kosovo, Črno goro ter Republiko Srpsko. Njegov sin Stefan je prvi moški Karađorđević, ki je se je po 90 letih rodil na srbskih tleh.
Po odstopu svojega starejšega brata Petra leta 2022 je postal princ naslednik Srbije in Jugoslavije.

## Zgodnje življenje in izobrazba
FIlip Karađorđević se je redil leta 1982 v Fairfaxški bolnišnici kot drugi otrok in sin zadnjega prestolonaslednika Jugoslavije Aleksandra Karađorđevića in brazilske princese Marie da Glorie Orleansko-Braganške. Ima tudi brata dvojčka Aleksandra. Filipovi botri sta španska kraljica Sofija in nekdanji grški kralj Konstantin II., ki sta tudi sestrična in bratranec njegove babice po očetovi strani, poleg njiju pa še kalabrijska vojvodinja Anne, sestrična njegove mame. Poleg dvojčka ima Filip tudi starejšega brata Petra (* 1980). Do leta 1984 je živel v Virginiji. Filipa in njegovega brata dvojčka je leta 1982 v kraju Villamanrique de la Condesa ob Sevilji krstil škof zahodnoevropske srbske pravoslavne cerkve Lavrentije Trifunović.
Filipova starša sta se ločila 1985. Oče Aleksandar se je še istega leta sklenil nov zakon z Katarino Clairy Batis, mama Maria pa se je poročila zwhile his mother remarried segorbskega vojvodo Ignacia. Filip ima po svoji materi še dve polsestri, Sol Marío de la Blanca Medina y Orléans-Braganza, 54. ampuriaško grofico (* 1986) in Ano Luno Medina y Orléans-Braganza, 17. rišlsko grofico (* 1988).
Filip se je skupaj s svojim bratom dvojčkom izobraževal v Londonu in Canterburyju. Junija 2000 je končal šesti razred na canterburyjski kraljevi šoli, s čimer je pridobil tri A stopnje in deset diplom GCSE. Univerzitetni kolegij v Londonu mu je podelil diplomo iz filozofsko-družboslovnih ved po koncu izobrazbe. V letih 2003/04 se je pridružil študentskem izmenjavnem programu Univerze v Madridu. Uspešno je opravil tudi hotelirsko šolo École hôtelière de Lausanne v Švici.
Leta 1991 je Filip skupaj z očetom in bratoma obiskal Beograd. Februarja 2001 je parlament ZRJ sprejel zakon o podelitvi državljanstva Karađorđevićem, s čimer je Filip postal upravičen do jugoslovanskega državljanstva. Julija istega leta sta se njegova oče in mačeha preselila v Beograd. Po razpadu Srbije in Črne gore si je Filip pridobil srbsko državljanstvo.

## Zasebno življenje
Po zaključku izobraževanja se je Filip zaposlil v finančnih institucijah v Londonu. Pri Landsbanki ter Teather & Greenwood je delal kot finančni vodja. Nato je delal v hotelu Ritz v Londonu. Zatem je delal še v hedge skladu IKOS s sedežem na Cipru. Od nedavnega dela s priznanim premoženjskim upraviteljem v Londonu. V Londonu je živel in delal do leta 2020, ko se je po pandemiji COVID-19 preselil v Srbijo in začel z delom na daljavo.
Leta 2010 je pretekel Atenski maraton, leta 2011 Beograjski polmaraton in leta 2014 Londonski maraton.

### Zakon in otroci
4. julija 2017 so Filipovi starši javno razglasila njegovo zaroko z Danico Marinković.
Filip je z Marinkovićevo zakon sklenil 7. oktobra 2017 v stolnici sv. Nadangela Mihaela v Beogradu. Njuni priči sta bili švedska prestolonaslednica Viktorija in Filipov brat Petar. Poroke sta se udeležili tudi FIlipovi botri, španska kraljica Sofija in kalabrijska vojvodinja Anne. Poroka je bila tudi prva kraljeva poroka v Srbiji po poroki Aleksandra I. z Marijo Romunsko leta 1922. Med drugimi plemiškimi udeleženci so bili še luksemburški princ Guillaume z ženo, princ Amyn Aga Khan, princesa Jeet Nabha Khemka, ter gostje družin Karađorđević in Marinković, med drugimi tudi predsednico skupščine Srbije Majo Gojković.
Princesa Danica je 25. februarja 2018 ob 10.30 rodila sina Stefana, ki je po 90 letih prvi moški potomec srbske kraljeve družine, ki se je rodil na srbskih tleh. Zadnje pred tem je bilo rojstvo Tomislava Karađorđevića v Beogradu leta 1928. Stefan je bil krščen 15. decembra 2018 v kapeli kraljevega dvorca v Beogradu.
5. novembra 2023 se je paru v Beogradu rodil drugi otrok, hči Marija.

## Javno življenje
Tako kot drugi člani družine se je tudi princ Filip udeležil ponovnega pokopa svojih starih staršev kralja Petra II. in kraljice Aleksandre, prababice kraljice Marije ter starega strica princa Andreja v mavzoleju kraljeve družine 26. maja 2013 v Oplenacu. Na krsto kralja Petra II. so bili položeni srbski kronski dragulji od katerih je h kroni Filip položil žezlo in jabolko.
17. julija 2015 se je skupaj z bratoma udeležil praznovanja očetove 70-letnice na dvornem kompleksu v Beogradu. Na praznovanje je prišlo 400 gostov, med drugimi tudi švedski kralj Karel XVI. Gustav ter monaški knez Albert II.

### Princ v Srbiji (2020 – 2022)
Filip je z ženo in sinom prvotno živel v Londonu, julija 2020 pa se je preselil v Beograd, kjer še danes živi. S tem je izpolnil obljubo o preselitvi v Srbijo, ki jo je dal srbskemu patriarhu Ireneju.
Januarja 2020 je Filip podprl proteste v Črni gori.
22. novembra 2020 sta se Filip in Danica kot edina člana Karađorđevićev udeležila pogreba patriarha Ireneja v cerkvi sv. Save. Prav sta se kot edina člana družine udeležila ustoličenja patriarha Porfirija 19. februarja 2021 v stolnici sv. Mihaela v Beogradu.
Pred veliko nočjo aprila 2021 je Filip obiskal  Srbsko skupnost na Kosovu. Kot prvi član družine po svojem pradedku Aleksandru je obiskal Prizren. Skupaj z ženo sta si tam čez vikend ogledala pravoslavno semenišče, cerkev Naše Gospe Ljeviške, Stolnico sv. Jurija ter cerkev sv. Nikolaja. Zatem sta obiskala še Veliko Hočo, Orahovac in samostana Peć ter Zočište.
13. septembra 2021 se je FIlip z ženo udeležil svete liturgije, ki jo je vodil patriarh Porfirije v samostanu Jasenovac na Hrvaškem. Zatem sta si ogledala še tamkajšnje koncentracijsko taborišče in kot prva člana rodbine Karađorđević obiskala kip Kamene rože, spomenik druge svetovne vojne.
Decembra 2021 je Filip izkazal podporo okoljskim protestom v Srbiji.
Februarja 2022 je skupaj s svojo ženo obiskal Han Pijesak v Bosni in Hercegovini. Tam sta se srečala z lokalnim vodstvom in prevzela ključe poletne hiše Karađorđevićev. Hišo je v zgodnjih 1920. letih zgradil Aleksander I., v uporabi pa je bila do leta 1941. Med drugo svetovno vojno je hiša prešla pod nadzor ustaškega komisarja Jureta Francetića. Po vojni je bila hiša znana kot Titova Vila, čeprav jugoslovanski predsednik Josip Broz Tito ni vanjo nikoli vstopil. Od časa zdelana hiša je namenjena za obnovo katere stroške bo po dogovoru s Filipom pokrila vlada Republike Srpske in lokalno vodstvo. Po nekaterih virih naj bi bila v tej hiši podpisana Vidovdanska ustava. 10 februarja se je par srečal z Miloradom Dodikom, srbskim članom predsedstva Bosne in Hercegovine.
21. marca 2022 je par podpisal iniciativo proti izkoriščanju litija in bora v Srbiji.

### Princ naslednik (2022 – danes)
27. april 2022 se je Filipov starejši brat Petar odpovedal nazivu princa naslednika, prav tako pa ga je opustil za vse svoje potomce. S tem dejanjem je Filip postal princ naslednik Srbije in Jugoslavije, glavni dedič svojega očeta Aleksandra. Obred je potekal v Casi de Pilatos v Sevilji, v prisotnosti matere princese Marie da Glorie, njegovega očima vojvode Ignacia, njegove žene princese Danice, polsestre grofice Sol, Ljubodraga Grujića, člana kronskega sveta, kanclerja redov in herolda rodbine Karađorđević ter v pristojnosti Nikole Stankovića, načelnika prestolonaslednikovega štaba. Njegov oče, prestolonaslednik Aleksandar, se dogodka ni udeležil, saj Petrove odpovedi ni podpiral. Princ Mihailo, vnuk kralja Aleksandra I., je abdikacijo podprl.
5. maja 2022 se je Filip z ženo, na povabilo svojega bratranca Jeana-Christopha Napoléona in njegove žene princese Olympie, udeležil maše v katedrali Saint-Louis-des-Invalides v Parizu na čast Napoleona I. in vojakov Grande Armée, ki so umrli za Francijo. Zatem je par obiskal samostan Mileševa v jugozahodni Srbiji ter Pljevljo v Črni gori, kjer sta se udeležila svete liturgije, ki sta jo vodila patriarh Porfirije in črnogorski metropolit Joanikije II.
V prvem tednu junija 2022 je FIlip z družino na Kosovu obiskal Gazimestan, samostan Gračanica, cerkev Svetega Rešitelja in samostan svetih nadangelov v Prizrenu, cerkev sv. Nikolaja v Prištini ter samostan Visoki Dečani. Med obiskom je otvoril Vidovdansko svečanost v Gračanici ter  Spasovdanski dani v Prizrenu. Poleg tega je dečanskem samostanu podaril kopijo odstopnih papirjev princa Petra.
11. septembra 2022 se je Filip z ženo udeležil pohoda iz Loznice na Gučevo v spomin na bitko na Drini septembra 1914. Par se je maja 2023 udeležil srbskega protesta proti nasilju, ki je sledil šolskemu streljanju v Beogradu in množičnemu umoru v Mladenovacu in Smederevu.

## Grb
|  | Opombe Vsa heraldična vprašanja rodbine Karađorđević so v pristojnosti herolda rodbine. Številno potomstvo rodbine zahteva nadaljnjo kodifikacijo članov hiše, da je omogočen pregleden sistem identifikacije med generacijami. Odlok sicer ni podpisan, vendar ga je vodja rodbine ustno potrdil, zato je možno grafično prikazati predlagani sistem. Sprejet Julij 2015 Krona Krona kralja Petra I. z modro lilijo v sredini. Blazon Na rdečem polju srebrn dvoglavi orel z zlato srbsko krono, s srebrno opremo in kljunom ter z rdečim ščitom na prsih. Slednji ima srebrn prečni križ v poljih katerega so štiri srebrna ognjila z delujočo površino obrnjeno proti križu. V ščitovem dnu sta dve srebrni liliji. |

## Predniki
Filip je član rodbine Karađorđević. Po svojem očetu so njegovi predniki kralji Nikola I. Črnogorski, Ferdinand I. Romunski, Kristijan IX. Danski ter cesarji Nikolaj I. Ruski in Friderik III. Nemški ter kraljica Viktorija Britanska, po kateri naj bi bil med prvimi 100 osebami v vrsti za britanski prestol.
Po svoji materi so njegovi predniki cesar Pedro II. Brazilski ter kralja Ludvik Filip I. Francoski ter Franc I. Obeh Sicilij, prav tako pa cesar Franc I. Štefan in cesarica Marija Terezija ter Karel III. Španski.
|  |                                                          |  |  |  |  |  |  |  |  |  |  |  |  |  |  |  |
|  | 8. Aleksander I. Jugoslovanski                           |  |  |  |  |  |  |  |  |  |  |  |  |  |  |  |
|  |                                                          |  |  |  |  |  |  |  |  |  |  |  |  |  |  |  |
|  |                                                          |  |  |  |  |  |  |  |  |  |  |  |  |  |  |  |
|  | 4. Peter II. Jugoslovanski                               |  |  |  |  |  |  |  |  |  |  |  |  |  |  |  |
|  |                                                          |  |  |  |  |  |  |  |  |  |  |  |  |  |  |  |
|  |                                                          |  |  |  |  |  |  |  |  |  |  |  |  |  |  |  |
|  | 9. Princesa Marija Romunska                              |  |  |  |  |  |  |  |  |  |  |  |  |  |  |  |
|  |                                                          |  |  |  |  |  |  |  |  |  |  |  |  |  |  |  |
|  |                                                          |  |  |  |  |  |  |  |  |  |  |  |  |  |  |  |
|  | 2. Aleksander, prestolonaslednik Jugoslavije             |  |  |  |  |  |  |  |  |  |  |  |  |  |  |  |
|  |                                                          |  |  |  |  |  |  |  |  |  |  |  |  |  |  |  |
|  |                                                          |  |  |  |  |  |  |  |  |  |  |  |  |  |  |  |
|  | 10. Aleksander Grški                                     |  |  |  |  |  |  |  |  |  |  |  |  |  |  |  |
|  |                                                          |  |  |  |  |  |  |  |  |  |  |  |  |  |  |  |
|  |                                                          |  |  |  |  |  |  |  |  |  |  |  |  |  |  |  |
|  | 5. Princesa Aleksandra Grška                             |  |  |  |  |  |  |  |  |  |  |  |  |  |  |  |
|  |                                                          |  |  |  |  |  |  |  |  |  |  |  |  |  |  |  |
|  |                                                          |  |  |  |  |  |  |  |  |  |  |  |  |  |  |  |
|  | 11. Princesa Aspasija Grška                              |  |  |  |  |  |  |  |  |  |  |  |  |  |  |  |
|  |                                                          |  |  |  |  |  |  |  |  |  |  |  |  |  |  |  |
|  |                                                          |  |  |  |  |  |  |  |  |  |  |  |  |  |  |  |
|  | 1. Filip, princ naslednik                                |  |  |  |  |  |  |  |  |  |  |  |  |  |  |  |
|  |                                                          |  |  |  |  |  |  |  |  |  |  |  |  |  |  |  |
|  |                                                          |  |  |  |  |  |  |  |  |  |  |  |  |  |  |  |
|  | 12. Pedro de Alcântara Orléansko-Braganški               |  |  |  |  |  |  |  |  |  |  |  |  |  |  |  |
|  |                                                          |  |  |  |  |  |  |  |  |  |  |  |  |  |  |  |
|  |                                                          |  |  |  |  |  |  |  |  |  |  |  |  |  |  |  |
|  | 6. Princ Pedro Gastão Orléansko-Braganški                |  |  |  |  |  |  |  |  |  |  |  |  |  |  |  |
|  |                                                          |  |  |  |  |  |  |  |  |  |  |  |  |  |  |  |
|  |                                                          |  |  |  |  |  |  |  |  |  |  |  |  |  |  |  |
|  | 13. Elizabeta Dobřenska                                  |  |  |  |  |  |  |  |  |  |  |  |  |  |  |  |
|  |                                                          |  |  |  |  |  |  |  |  |  |  |  |  |  |  |  |
|  |                                                          |  |  |  |  |  |  |  |  |  |  |  |  |  |  |  |
|  | 3. Maria da Glória de Orleans-Bragança                   |  |  |  |  |  |  |  |  |  |  |  |  |  |  |  |
|  |                                                          |  |  |  |  |  |  |  |  |  |  |  |  |  |  |  |
|  |                                                          |  |  |  |  |  |  |  |  |  |  |  |  |  |  |  |
|  | 14. Princ Carlos Burbonski-Dveh Sicilij                  |  |  |  |  |  |  |  |  |  |  |  |  |  |  |  |
|  |                                                          |  |  |  |  |  |  |  |  |  |  |  |  |  |  |  |
|  |                                                          |  |  |  |  |  |  |  |  |  |  |  |  |  |  |  |
|  | 7. Princesa María de la Esperanza Burbonska-Dveh Sicilij |  |  |  |  |  |  |  |  |  |  |  |  |  |  |  |
|  |                                                          |  |  |  |  |  |  |  |  |  |  |  |  |  |  |  |
|  |                                                          |  |  |  |  |  |  |  |  |  |  |  |  |  |  |  |
|  | 15. Princesa Louise Orléanska                            |  |  |  |  |  |  |  |  |  |  |  |  |  |  |  |
|  |                                                          |  |  |  |  |  |  |  |  |  |  |  |  |  |  |  |
|  |                                                          |  |  |  |  |  |  |  |  |  |  |  |  |  |  |  |